# Îles Pitcairn
Cet article concerne l'archipel de l'océan Pacifique. Pour son île principale, voir Pitcairn.
Les îles Pitcairn (en anglais : Pitcairn Islands ; en pitcairnais : Pitkern Ailen) est le seul territoire britannique d'outre-mer dans l'océan Pacifique, un ensemble de quatre îles (Pitcairn, Henderson, Ducie et Oeno) d'une superficie totale de 47 km2. En tant qu'entité administrative, leur nom officiel en anglais est Pitcairn, Henderson, Ducie and Oeno Islands. Adamstown est la capitale.
Bien que Henderson comprenne 86 % de la superficie des îles, seule Pitcairn est habitée de manière permanente, avec une population d'une cinquantaine d'habitants appartenant à neuf familles, ce qui en fait l'entité politique la moins peuplée du monde. La grande majorité des habitants descendent des neuf mutins du HMS Bounty et de leurs épouses. Les îles Pitcairn hébergeaient encore 250 habitants dans les années 1950, mais en 2020, ils ne sont plus que 43 permanents. L'île habitée la plus proche est Mangareva, en Polynésie française, 688 km à l'ouest – l'atoll de Temoe, inhabité, est plus proche.

## Géographie

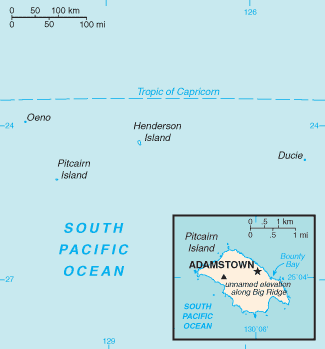
Carte des îles Pitcairn.

L'île Pitcairn est située dans le centre de l'océan Pacifique Sud, à 2 075 km à l'ouest de l'île de Pâques et à 2 182 kilomètres à l'est-sud-est de Tahiti. Elle bénéficie d'une zone économique exclusive qui s'étend sur près de 560 000 km2. L'île Pitcairn est la seule des quatre îles à être habitée, les autres îles étant Oeno, Henderson et Ducie. Un banc de sable, dénommé Sandy Island, situé à la pointe nord-ouest d'Oeno aurait disparu sous l'eau.
Pitcairn est une île volcanique dont le sommet culmine à 330 mètres ; Henderson, Oeno et Ducie sont des atolls coralliens (mais Henderson est surélevée et escarpée). Pitcairn a une superficie de 5 km2 et est seulement accessible en bateau – en général après une escale aux îles Gambier situées à 520 km à l'ouest – par Bounty Bay, où se trouve l'épave du HMS Bounty. Le chef-lieu de l'île, Adamstown, est peuplé en 2013 par 56 habitants.

### Relief et topographie
L’archipel des Pitcairn, situé dans l’océan Pacifique Sud, comprend quatre îles volcaniques : Pitcairn, Henderson, Ducie et Oeno. Parmi elles, seule l’île de Pitcairn est habitée. Cette île, d’une superficie de 47 km², se caractérise par des falaises abruptes atteignant jusqu’à 300 mètres de hauteur et un plateau central de terres volcaniques fertiles. Henderson, classée au patrimoine mondial de l'UNESCO, est remarquable pour ses falaises calcaires et ses plages de sable blanc. Ducie et Oeno, quant à elles, sont des atolls coralliens entourés de lagons. L'accès à ces îles est difficile en raison de l'absence d'infrastructures portuaires et de terrains d'aviation, ce qui renforce leur isolement géographique.

### Climat et biodiversité
Le climat de l’archipel est subtropical, influencé par les alizés de sud-est. Les températures moyennes varient entre 20 °C et 30 °C, avec une saison des pluies de novembre à mars. Les terres fertiles de Pitcairn permettent la culture de fruits tropicaux comme les bananes, les oranges et les papayes, tandis que Henderson abrite une biodiversité unique avec plusieurs espèces endémiques, telles que le pétrel de Henderson. L’exploitation des ressources naturelles reste limitée, les îles étant majoritairement préservées pour des raisons écologiques.

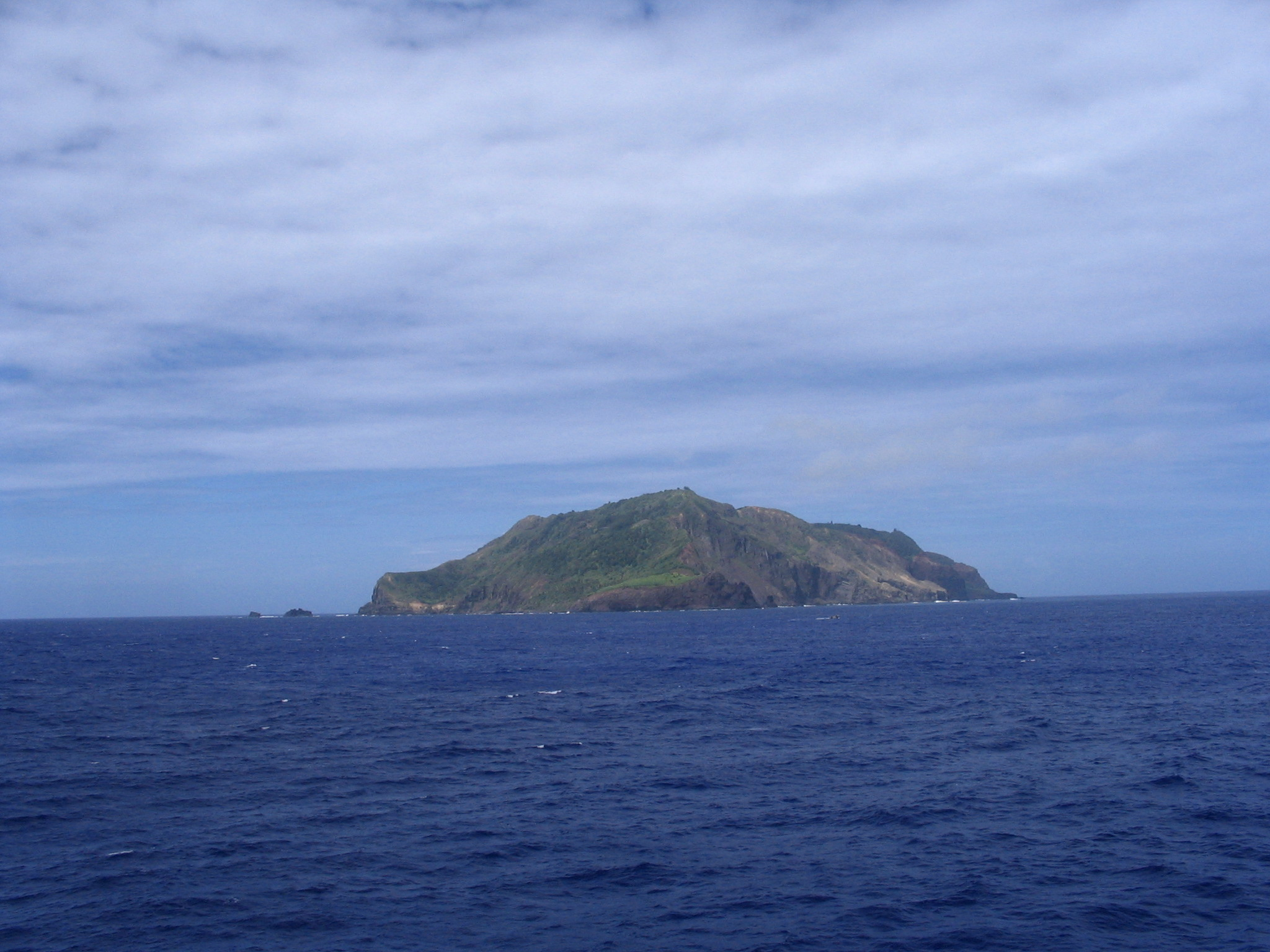
Pitcairn vue de la mer.
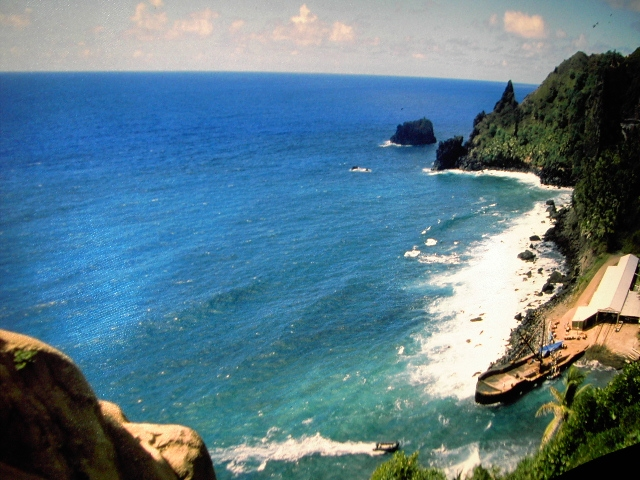
Pitcairn landing, un des principaux débarcadères.
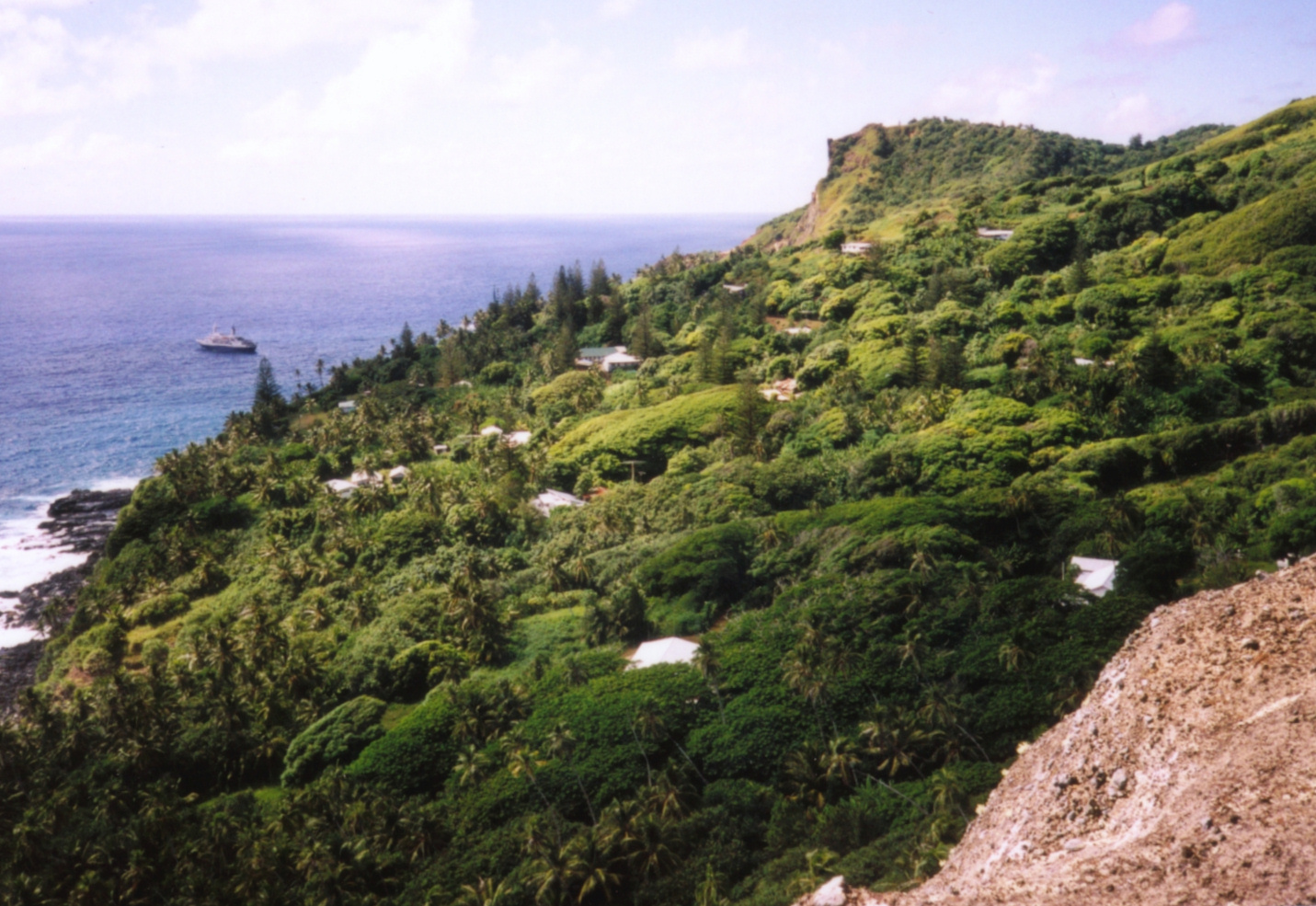
Adamstown, capitale et unique village du pays.

## Histoire
Les archéologues pensent que des Polynésiens vécurent à Pitcairn et sa voisine Henderson jusqu'à la fin du XVe siècle.
Pitcairn elle-même fut découverte par les européens le 2 juillet 1767 lors du voyage d'exploration du navigateur britannique jersiais Philip Carteret, qui n'y aborde toutefois pas en raison d'une forte houle. Elle doit son nom à Robert Pitcairn, un marin de l'expédition qui vit le premier cette terre.

### Premiers contacts européens et colonisation (XVIIIe–XIXesiècles)
L'histoire des îles Pitcairn débute véritablement en 1789 avec la célèbre mutinerie du HMS Bounty. Fletcher Christian et les mutins, accompagnés de Tahitiens, s'y réfugient en 1790 après avoir brûlé leur navire pour éviter toute détection. Initialement composée de neuf européens, six hommes tahitiens, et douze femmes tahitiennes, la communauté connaît des tensions croissantes, en partie dues aux différences culturelles et au traitement inégal des polynésiens par les européens. Ces conflits culminent en 1793 avec des assassinats réciproques, laissant John Adams comme seul survivant masculin parmi les européens, chargé de maintenir l'ordre et l'éducation à l'aide de la Bible trouvée sur le navire.
Le premier contact avec le monde extérieur survient en 1808 lorsque le navire américain Topaz découvre cette communauté isolée. Malgré leur isolement, les Pitcairnais développent un mode de vie auto-suffisant, basé sur l’agriculture et des valeurs chrétiennes. En 1838, sous la protection britannique (mais avec une relative indétermination juridique quant à sa souveraineté), l'île adopte une constitution pionnière intégrant le suffrage féminin et l'éducation obligatoire, un fait unique pour l’époque.

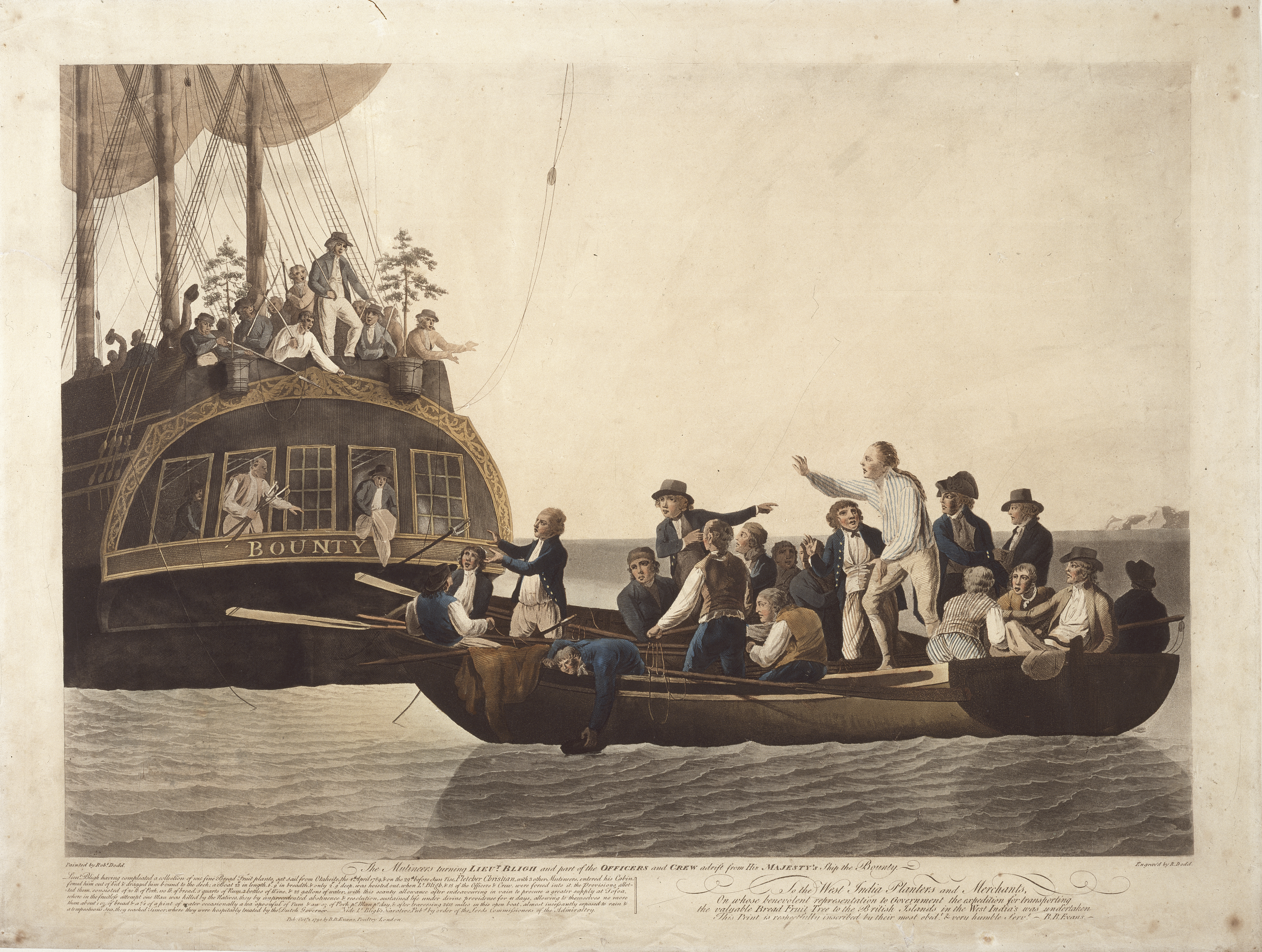
Les révoltés du Bounty en 1789.
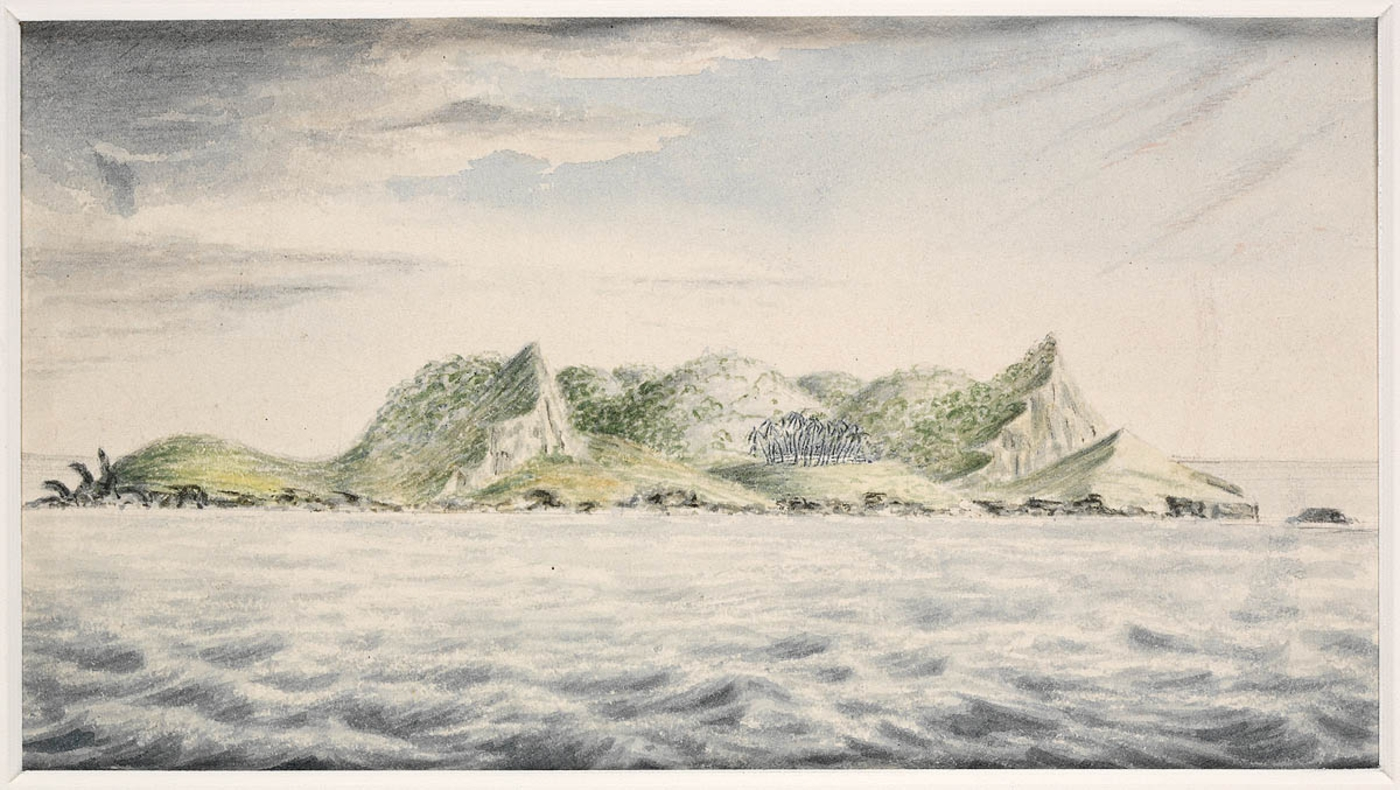
Vue de Pitcairn en 1814.
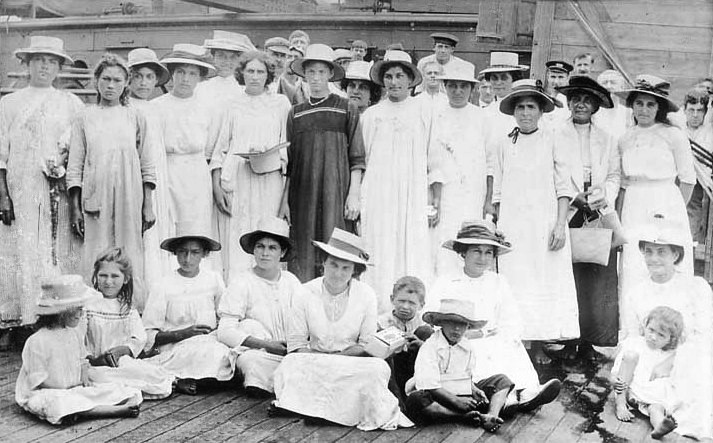
Les habitants en 1916.

### Exode et retour (XIXe siècle)
Avec une population croissante et des ressources limitées, les pitcairnais, désormais sous autorité britannique, sont incités à émigrer. En 1856, 194 habitants déménagent sur l’île Norfolk, plus grande et fertile, sous financement britannique. Cependant, certains reviennent entre 1859 et 1864, préférant leur terre natale malgré les difficultés. Ce retour marque une période de relative stabilité, mais l'île reste exposée aux défis de l'isolement et des intempéries.

### Modernisation et défis contemporains
Au XXe siècle, les Pitcairn commencent à s'ouvrir davantage au monde, tout en subissant un déclin démographique à cause de l'émigration vers la Nouvelle-Zélande. En 2004, l'île est secouée par un scandale judiciaire impliquant plusieurs résidents, ce qui conduit à la construction d'une prison sur place. Aujourd'hui, avec une population d’environ 50 habitants, les Pitcairnais subsistent principalement grâce au tourisme, à la vente de produits artisanaux, et au soutien de la Nouvelle-Zélande. Bien que leur mode de vie reste unique, l'avenir de cette petite communauté dépend de ses capacités à attirer de nouveaux résidents et à s'adapter aux réalités économiques modernes.
Dans les années 2000, au cours de l'affaire des Îles Pitcairn, le Royaume-Uni et la Nouvelle-Zélande initient des poursuites à l'encontre de Pitcairnais en raison d'accusations de viols sur des enfants. À l'issue des procès, six hommes, dont le maire de l'île, sont reconnus coupables de ces accusations par la justice britannique, et six autres sont condamnés par la justice néo-zélandaise. Au cours des enquêtes, il est révélé que la promiscuité et l'isolement ont conduit au fil des années à une culture généralisée de pratiques sexuelles sur les enfants.

## Démographie
En 2020, la population permanente de l'île de Pitcairn s'élevait à 43 habitants, faisant d'elle le territoire autonome le moins peuplé au monde. Ce déclin démographique est accentué par l'absence de naissances depuis 2010 et une population vieillissante, dont plus de la moitié a dépassé les 60 ans. La fermeture de l'école locale a été envisagée en 2022, alors que les trois dernières élèves adolescentes devaient quitter l'île pour poursuivre leurs études en Nouvelle-Zélande. Ce phénomène s'explique principalement par une émigration constante depuis le milieu du XXe siècle, les habitants cherchant de meilleures opportunités économiques et un accès accru aux infrastructures modernes, notamment en Nouvelle-Zélande.
Face à cette situation critique, Charlene Warren-Peu, maire de l'île, a appelé à une politique d'immigration pour revitaliser la population. Un programme lancé en 2015 visant à attirer de nouveaux résidents a eu un impact limité, malgré des efforts pour promouvoir l'installation sur l'île. En outre, les conditions géographiques et économiques isolées de Pitcairn compliquent les efforts pour maintenir une communauté stable. Les défis démographiques et économiques persistent, menaçant à terme la viabilité de cette petite société insulaire.

## Politique
Les îles étant un territoire d'outre-mer britannique, le chef d'État des îles Pitcairn est le roi Charles III du Royaume-Uni. Il est représenté par un gouverneur local, fonction exercée par le haut-commissaire britannique en Nouvelle-Zélande.
Le maire de Pitcairn, qui est également chef du « Conseil de l'île », est élu tous les trois ans. Le Conseil local, qui s'occupe des affaires internes, comporte dix membres, dont un de droit, quatre élus et cinq désignés. Depuis 2020, le maire est Charlene Warren-Peu. Auparavant, du 9 décembre 2007 à fin 2019, le maire fut Mike Warren, remplaçant Jay Warren ; ce dernier avait remplacé Steve Christian après sa condamnation pour viol.
La mairie est située dans le village-capitale d'Adamstown.

## Droit
Le premier procès a lieu en 1898 pour un meurtre, devant un juge des territoires britanniques du Pacifique occidental.
Le droit applicable à Pitcairn est le droit britannique, bien que certaines personnes argumentent qu'une application d'une common law spécifique à Pitcairn serait plus adaptée.
Dans les années 2000, un processus constitutionnel est entamé à Pitcairn pour encourager son repeuplement. La Constitution de Pitcairn compte 12 164 mots (trois fois plus que celle des États-Unis) et contient 66 articles, soit un article pour chaque habitant de Pitcairn à l'époque.
La plupart des études sur le droit dans les îles Pitcairn sont liées à l'affaire des viols.

### Mariage entre personnes de même sexe
Depuis une ordonnance du gouverneur des îles en date du 5 mai 2015, publiée le 13 mai 2015, le mariage homosexuel est légal sur ces îles.

## Économie
L'utilisation du nom de domaine des îles a remplacé la vente de timbres-poste comme source de revenus principale. Le miel de Pitcairn est considéré comme le plus rare et pur du monde[réf. nécessaire] car il n'y a pas de sources de pollution dans l'île[réf. nécessaire]. L'activité économique est néanmoins très précaire, reposant principalement sur la pêche et l'agriculture : les sols fertiles de la vallée permettent de cultiver une grande variété de fruits et de légumes (agrumes, canne à sucre, pastèques, bananes, haricots, ignames).
L'archipel tire également des revenus des dividendes et intérêts des investissements effectués et de la diaspora : 10 000 personnes sont répertoriées comme descendants des mutins, principalement sur l'île Norfolk. Les produits de l'artisanat local sont vendus aux bateaux et aux touristes de passage. L'archipel ne possède qu'un débarcadère pour petits baleiniers et le bateau de ravitaillement de Nouvelle-Zélande ne vient que trois fois par an.
La Marine nationale française effectue des missions régulières de ravitaillement en combustible (pour les baleinières, les générateurs électriques et les quads des habitants, principaux moyens de locomotion sur l'île) avec le remorqueur-ravitailleur Revi basé à Papeete à Tahiti. Un médecin prend part à la mission et consulte sur place pour ceux qui en font la demande.

## Culture

### Langue
La majorité des résidents des îles Pitcairn sont des descendants de Polynésiens et de mutins du Bounty. Le pitkern est un créole dérivé de l'anglais du XIXe siècle, contenant des éléments du tahitien. Le pitkern est la langue la plus parlée dans l'archipel et est étudiée en même temps que l'anglais par les élèves de l'unique école des Pitcairn. Le norfuk, créole parlé dans l'île Norfolk, est proche du pitkern, l'île Norfolk ayant été repeuplée par des Pitcairniens au milieu du XIXe siècle.

### Passe-temps locaux
La pêche et la nage sont deux passe-temps populaires sur l'île. Des évènements comme les anniversaires ou les arrivées de bateaux et de yachts voient l'ensemble des habitants se réunir autour d'un repas commun pris sur la place d'Adamstown. À ces occasions, les tables se couvrent de poisson, viande, pilhi, riz, plun bouillies (bananes), légumes en tous genres, tartes, pain, baguettes, ananas, pastèques ainsi que d'un florilège de desserts.

## Avenir
En juillet 2014, la population totale des Îles Pitcairn s'élevait à 56 individus. Cependant, la population permanente des îles était de 49 personnes, réparties dans 23 foyers, ; ils ne sont plus que 43 en 2020. Il est plutôt rare que l'ensemble de ces 43 résidents permanents soit présent au même moment sur l'île : il est courant que les insulaires quittent quelques jours Pitcairn pour aller rendre visite à des membres de leur famille, pour des raisons médicales, etc. En novembre 2013, par exemple, 7 habitants ne se trouvaient pas sur l'île.
Une enquête estime qu'en 2045, si aucune mesure n'est prise, l'île ne comptera plus que 3 individus en âge de travailler, le reste de la population atteignant alors un grand âge. L'enquête a également révélé que la perspective de revenir vivre à Pitcairn ne suscite que peu d'intérêt chez les résidents qui ont quitté l'île pour aller s'installer ailleurs. Sur les centaines d'anciens habitants contactés, seuls 33 ont participé à l'enquête, et 3 ont exprimé un désir de retourner sur l'île.
En 2014, le nombre de personnes qui travaillaient était de 31, dont 17 hommes et 14 femmes, âgés entre 18 et 64 ans. De ces 31 travailleurs, 7 avaient moins de 40 ans et 18 étaient âgés de plus de 50 ans. La plupart des hommes remplissent des tâches physiques, comme travailler sur les chaloupes, s'occuper de la manutention des cargaisons et entretenir le matériel. L'âge de la pension pour les membres des équipages des chaloupes est de 58 ans. Les hommes âgés de 18 à 58 ans étaient à l'époque au nombre de 12 sur Pitcairn. Il faut être au moins 3 pour composer l'équipage d'une chaloupe. Parmi les 4 barreurs de chaloupe que comptait l'île, 2 approchaient la soixantaine.
Les autorités de l'île ont tenté en vain d'attirer les étrangers. Depuis 2013, quelque 700 demandes de résidence sont introduites par an, mais jusqu'à aujourd'hui, aucune d'elles n'a abouti,. Les étrangers n'ont pas le droit de prendre les emplois des autochtones. Les nouveaux résidents doivent disposer d'un capital d'au moins 30 000 dollars néo-zélandais par personne. Ils sont également tenus de faire bâtir leur maison personnelle pour un montant moyen de 140 000 NZ$,. Il est possible de faire venir des ouvriers extérieurs à l'île pour une somme comprise entre 23 000 et 28 000 NZ$. Vivre sur l'île coûte en moyenne 9464 NZ$ par an. Une fois les démarches effectuées, les étrangers nouvellement installés n'ont toujours pas la garantie de pouvoir rester sur l'île : après 2 ans de résidence, le Conseil doit réévaluer leur statut. Les nouveaux habitants doivent réaliser diverses tâches publiques non rémunérées, comme entretenir les nombreuses routes et chemins et en construire de nouveaux, prendre part aux sorties en chaloupe, nettoyer les toilettes publiques, etc. Certaines restrictions concernant les résidents étrangers de moins de 16 ans existent également.
En 2014, le Rapport économique des Îles Pitcairn (Pitcairn Island's Economic Report) indique que "[personne] ne s'installera dans les Îles Pitcairn pour des raisons économiques, car l'île présente peu d'emplois gouvernementaux, un manque d'emplois dans le secteur privé, et doit faire face à une concurrence touristique considérable". Lorsque des touristes visitent l'île, les habitants se relayent pour les loger dans leur propre maison.
Le Royaume-Uni a un certain pouvoir sur l'avenir des Îles Pitcairn, car elles en constituent un territoire d'outre-mer,.